# Sannerville
Sannerville település Franciaországban, Calvados megyében. Lakosainak száma 1884 fő (2022. január 1.). Sannerville Banneville-la-Campagne, Cuverville, Démouville, Touffréville és Troarn községekkel határos.

## Népesség
A település népessége az elmúlt években az alábbi módon változott:
| Lakosok száma | 711  | 1504 | 1529 | 1558 | 1732 | 1792 | 1918 | 1906 | 1892 | 1884 |
|               | 1968 | 1982 | 1990 | 2006 | 2011 | 2013 | 2017 | 2019 | 2020 | 2022 |